# John Hanbury-Williams
John Hanbury-Williams (19 octobre 1859 - 19 octobre 1946) est un officier de la British Army (armée de terre britannique), qui est secrétaire militaire du secrétaire d'État à la Guerre, puis brigadier-général chargé de l'administration (Écosse). Il siège au Comité international olympique (CIO), représentant le Canada entre 1911 et 1921. Pendant la Première Guerre mondiale, il est chef de la mission militaire britannique auprès de la Stavka russe, avec un accès direct au tsar Nicolas II.

## Jeunesse
John Hanbury-Williams est le plus jeune fils de Ferdinand Hanbury-Williams, de Coldbrook Park, Monmouthshire. Il fait ses études au Wellington College.

## Carrière
Hanbury-Williams fréquente le Royal Military College, de Sandhurst, et en 1878, il est engagé dans le 43e régiment d'infanterie légère. Il est l'aide de camp du lieutenant général Sir E Hamley pendant la guerre anglo-égyptienne de 1882. La même année, il prend part à la bataille de Tel-el-Kebir, et est cité pour une citation militaire (en anglais, Mentioned in Dispatches). Il est l'aide de camp supplémentaire de Sir M. E. Grant Duff, gouverneur de Madras en 1884 et 1885. Hanbury-Williams est adjudant du 3rd Oxfordshire Light Infantry de 1892 à 1897. Il sert pendant la seconde guerre des Boers entre 1899 et 1900 et est cité pour une citation militaire. Il est secrétaire militaire de Sir Alfred Milner de 1897 à 1900 et secrétaire militaire du secrétaire d'État à la Guerre de 1900 à 1903. Il est secrétaire du gouverneur général du Canada et secrétaire militaire de 1904 à 1909. Il est brigadier général chargé de l'administration (Écosse) de 1909 à 1914. En 1911, il est élu membre du Comité international olympique (CIO) pour représenter le Canada et siège au CIO jusqu'en 1921. Il est employé à l'état-major général en 1914.
Pendant la Première Guerre mondiale, il est chef de la mission militaire britannique auprès de la Stavka russe et est cité pour une citation militaire. Il est populaire auprès des dirigeants russes parce qu'il est un parent de Charles Hanbury Williams. Dans ses mémoires de guerre (publiés dans les années 1930), Lloyd George déclare qu'il était charmant, travailleur et qu'il était capable de souligner les fautes sans les offenser. Cependant, l'historien George Cassar écrit qu'il a peu de connaissances sur l'Europe de l'Est et ne parle pas russe, de sorte qu'il devait converser en français avec les généraux russes ; il n'a que des relations limitées avec son homologue français, le général de Laguiche. Il n'a également que des rapports limités avec l'attaché militaire britannique, le lieutenant-colonel Alfred Knox (qui est en Russie depuis 1911 et est jaloux du poste de Hanbury Williams), ni avec l'assistant de Knox, le capitaine James Blair - ces deux hommes parlent russe, et Knox fait souvent le tour de l'armée russe tandis que Blair reste à Petrograd.
Ce poste permet à Hanbury-Williams d'avoir un accès direct au tsar. Il écrit plus tard un livre intitulé L'Empereur Nicolas II, tel que je l'ai connu, publié en 1922. Il est responsable du département des prisonniers de guerre britanniques à La Haye d'août 1917 à mars 1918 et à Berne d'avril 1918 à décembre 1918. Il prend sa retraite de l'armée en 1919. Il est maréchal du corps diplomatique de Sa Majesté dans la maison royale du souverain d'Angleterre de 1920 à 1934. Hanbury-Williams est colonel commandant de l'Oxfordshire and Buckinghamshire Light Infantry de 1918 à sa mort, lorsqu'il est remplacé à ce poste par le général Sir Bernard Paget. Il est écuyer supplémentaire du roi à partir de 1934.
Hanbury-Williams est nommé compagnon de l'ordre de Saint-Michel et Saint-Georges (CMG) en 1899, et chevalier commandeur de l'ordre du Bain (KCB) en 1917. Dans l'Ordre royal de Victoria, il est nommé commandeur (CVO) dans la liste des honneurs d'anniversaire de novembre 1902, promu chevalier commandeur (KCVO) en 1908, et promu chevalier grand-croix (GCVO) en 1926.

## Vie personnelle
John Hanbury-Williams épouse en 1888 Annie Emily, la plus jeune fille d'Emil Reiss, avec qui il a quatre enfants. Sa femme est décédée avant lui en 1933.
En partie à cause de ce qu'il a vu de ses propres yeux en Russie pendant la Première Guerre mondiale, Hanbury-Williams devient un farouche adversaire du bolchevisme, et est un membre fondateur de la Liberty League qui est formée au Royaume-Uni après la guerre dans le but de combattre la propagation de ce credo politique.
En 1934, il comparait comme témoin dans le célèbre procès en diffamation intenté par la princesse Irina Alexandrovna de Russie à la Metro-Goldwyn-Mayer Pictures Limited à la suite de la sortie en Angleterre du film Raspoutine, le moine fou (titre américain : Raspoutine and the Empress).
Plus tard, Sir John Hanbury-Williams réside dans un appartement de la tour Henry III du château de Windsor, où il est mort le 19 octobre 1946, le jour de son quatre-vingt-septième anniversaire. Son fils aîné est Sir John Coldbrook Hanbury-Williams (1892-1965), tandis qu'un autre de ses fils, le lieutenant Charles Ferdinand Reiss Hanbury-Williams, est tué en 1916 alors qu'il sert dans l'Oxfordshire and Buckinghamshire Light Infantry.

## Décorations

### Décorations britanniques
- Chevalier grand-croix de l'Ordre royal de Victoria
 - Chevalier commandeur de l'ordre du Bain
 - Compagnon de l'ordre de Saint-Michel et Saint-Georges
- Citation militaire britannique

### Décorations étrangères
- Croix de la Liberté pour service civil de classe I (République d'Estonie)